# Hunter Davies
Hunter Davies, OBE (Renfrew, 7 de Janeiro,1936) é um escritor britânico. Davies foi educado na Durham University. Atualmente vive metade do ano em Londres e a outra metade em Lake District. Ele é autor de dezenas de livros, incluindo biografias, romances e contos infantis.
Hunter Davies trabalhou como jornalista no The Sunday Times, onde era redator chefe e mais tarde editor. Atualmente escreve para The New Statesman, The Sunday Times e Daily Mail. Por três anos apresentou o programa Bookshelf na BBC Radio 4.
Em Setembro de 2002, Hunter Davies relançou The Beatles, sua mais famosa obra. Depois de trinta anos do livro original, foram acrescentados à nova versão novos fatos e fotos sobre o que aconteceu depois de 1968 na vida dos Beatles, como a morte de John Lennon, o casamento de Paul McCartney, a morte de George Harrison suas carreiras e seus novos sucessos, e como os quatro Beatles continuam influenciando milhões de pessoas pelo mundo.

## Obras selecionadas
The Beatles - Setembro 2002 - ISBN 0304362646